# Paulistes
Pour l’article homonyme, voir São Paulo.
La société missionnaire de Saint-Paul-Apôtre ou pères paulistes (Societas Sacerdotum Missionariorum a Sancto Paulo Apostolo, CSP) est un institut missionnaire catholique masculin fondé à New York en 1858, par le serviteur de Dieu Isaac Hecker (1819-1888) avec l'aide des PP. George Deshon, Augustine Hewit, et Francis Baker. Cet institut ne doit pas être confondu avec l'institut du même nom fondé par les melkites.

## Histoire
C'est la première communauté de prêtres fondée aux États-Unis et dès l'origine l'organisation et l'administration de la société se fait à l'américaine, avec un président, un vice-président, et un conseil, tous élus pour quatre ans. Le président de la société est le R.P. Michael McGarry C.S.P., de mai 2010 à mai 2014 à qui succède le R.P. Eric Andrews C.S.P. Leur église-mère est l'église Saint-Paul-Apôtre de Manhattan (New York).
La mission de la société est d'évangéliser les peuples d'Amérique du Nord d'une façon adaptée à la culture nord-américaine. Ils ont ajouté à leur mission d'origine l'œcuménisme et la réconciliation entre cultures. Les paulistes ont fondé Catholic World en 1865 et ont étendu leurs activités à la presse, l'édition de livres, la radio et internet. 
Ils sont depuis 1922 responsables de l'église Sainte-Suzanne de Rome.

## Diffusion
Les paulistes sont présents dans la majeure partie des États-Unis et aussi au Canada. Ils ont une maison en Terre sainte et à Rome où ils s'occupent de l'église Sainte-Suzanne près des thermes de Dioclétien. Le supérieur de cette congrégation réside à New York et porte le titre de président. 
Au 31 décembre 2005, la congrégation comptait 23 maisons et 164 membres, dont 151 prêtres. En 2017, la congrégation comptait 120 membres dont 107 prêtres.